# Roeslan Moerasjov
Roeslan Nikolajevitsj Moerasjov (Russisch: Русла́н Никола́евич Мурашо́в) (Voskresensk, 29 december 1992) is een Russische schaatser. Het seizoen 2014/2015 werd het seizoen van zijn internationale doorbraak: bij de eerste wereldbekerwedstrijd van het seizoen in het Japanse Obihiro behaalde hij een derde plek op de 500m. In het zelfde weekend won zijn generatiegenoot Pavel Koelizjnikov diens eerste internationale senioren-wedstrijden. Later dat seizoen werd hij, in een kansrijke positie voor een podiumplek in het eindklassement, gediskwalificeerd op de tweede 1000m van het WK Sprint in Astana.

Moerasjov nam niet deel aan het WK Sprint in 2022, omdat deelname door ISU werd verboden. Dit als onderdeel van sancties tegen Rusland en Wit-Rusland na de Russische invasie van Oekraïne. 

## Persoonlijke records
| Afstand    | Tijd    | Datum            | Baan           |
| ---------- | ------- | ---------------- | -------------- |
| 500 meter  | 33,99   | 14 februari 2020 | Salt Lake City |
| 1000 meter | 1.07,13 | 15 februari 2020 | Salt Lake City |
| 1500 meter | 1.54,51 | 12 oktober 2011  | Tsjeljabinsk   |
| 3000 meter | 4.16,55 | 6 januari 2010   | Kolomna        |
| 5000 meter | 7.30,16 | 2 maart 2009     | Kolomna        |

## Resultaten
| Jaar | EK Sprint          | WK Sprint               | WK Afstanden                     | Olympische Spelen | Wereldbeker        |
| ---- | ------------------ | ----------------------- | -------------------------------- | ----------------- | ------------------ |
| 2015 |                    | DQ4 (5e, 11e, 4e, DQ)   | 6e 500m                          |                   | 500m               |
| 2016 |                    | 11e · (13e, 12e, , 15e) | 500m                             |                   | 500m · 44e 1000m   |
| 2017 | NS2 · (, NS, -, -) | NS4 · (, 14e, 5e, -)    | 500m · 19e 1000m                 |                   | 500m · 23e 1000m   |
| 2018 |                    |                         |                                  |                   | 10e 500m 58e 1000m |
| 2019 |                    | 10e (5e, 14e, 4e, 11e)  | 500m · teamsprint                |                   | 7e 500m            |
| 2020 |                    | NS3 (4e, 16e, DNS, -)   | 500m · 8e 1000m · DNF teamsprint |                   | 6e 500m 31e 1000m  |
| 2021 |                    |                         | 11e 500m                         |                   | 11e 500m 12e 1000m |
| 2022 |                    |                         |                                  | 10e 500m          | 21e 500m 55e 1000m |

(#, #, #, #) = afstandspositie op sprinttoernooi (500m, 1000m, 500m, 1000m)
NS=niet gestart op een bepaalde afstand
DQ = diskwalificatie voor bepaalde afstand